# Naples (Florida)
Naples es una ciudad ubicada en el condado de Collier en el estado de Florida. En el Censo de 2010 tenía una población de 19.537 habitantes y una densidad poblacional de 459,17 personas por km². A partir de 2015, la población de la ciudad era aproximadamente 20.600. Nápoles es la ciudad principal de la isla de Naples-Marco, área estadística metropolitana de la Florida, que tenía una población de alrededor de 380.000 habitantes en el 2019. Naples es una de las ciudades más ricas de los Estados Unidos, con el 9% de la población siendo millonarios. Fue una de las 10 ciudades con mayor concentración de millonarios en el país en 2019, Los bienes raíces son uno de los más caros en el país, con casas a la venta de más de $15 millones. Muchas personas famosas tienen o han tenido casas en Naples, como Rick Scott, el exgobernador de la Florida, y Larry Bird, el exbaloncestista de la NBA. Naples fue votada la mejor ciudad en la playa para vivir en el 2019, por Wallethub.

## Historia
La ciudad de Naples fue fundada a finales de los años 1880 por el ex confederado general y senador de Kentucky John Stuart Williams y su socio,empresario de Louisville Walter N. Haldeman , editor del Louisville Courier-Journal . A lo largo de la década de 1870 y 80, la revista y artículos de periódicos hablan de clima templado de la zona y abundante pescado y caza equiparado a la soleada península itálica . EL nombre de Nápoles fue escogido por cuanto los promotores describiendo la bahía como "superando la bahía de Nápoles , Italia". Mayor desarrollo se preveía después de que el ferrocarril llegó a Naples el 7 de enero de 1927, y el Tamiami Trail que une Naples a Miami fue terminado en 1928, pero comenzó a operar después de la Gran Depresión y la Segunda Guerra Mundial. Durante la guerra, la Fuerza Aérea del Ejército de los Estados Unidos construyó un pequeño campo de aviación y lo utilizaron para fines de capacitación; ahora es el aeropuerto municipal de Naples .
Llenar fue requerido para reparar los daños causados por un huracán 1945. Un local de dragado de la empresa, Forrest Walker & Sons, creó un lago al norte de la Avenida 16 S, entre Gordon Drive y Gulf Shore Boulevard. En 1949, Forrest Walker pidió al Sr. Rust que le vendan los 296 acres (120 ha) de Jamaica Canal a la Avenida 14 S. El Canal de Jamaica de hoy se amplió, fue dragado de un canal, y la Avenida 14 S fue creado en marzo de 1950; una nueva subdivisión fue nombrado "Aqualane Shores" en la fiesta de apertura de ese mismo año. Canales adicionales se añaden a la larga el sur de la Avenida 14 S y se nombran por orden alfabético los pájaros de agua locales. El primer canal sur de la Avenida 14 S es Anhinga Canal, a continuación salmuera canal está al sur de la Avenida 15 S, Grúas canal está al sur de la Avenida 16 S, pato canal está al sur de la avenida 17 S, y Garza canal está al norte de la Avenida 21 S. De los canales que hay calas con nombre flamenco, gaviota, Garza, e Ibis, así como el original del Aqua Cove. Estas iniciales canales, canales, y calas fueron dragados y bulldozed de los manglares pantanos. Donde la roca superficial impide la excavación, la tierra se llenó para crear lotes con agua navegable.
La Asociación Shores Aqualane fue incorporado como una corporación sin ánimo de lucro, el 3 de febrero de 1966. Sirvió propietarios de lotes en la zona más o menos delimitada por la bahía de Nápoles, al este, Gordon Drive, al oeste, y la tierra entre la Avenida 14 y 21 Avenida S, así como Marina Drive, Forrest Lane, y Southwinds Drive. Treinta años después, en 1996, un plan maestro de la ciudad ordenada por el estado cambió el nombre del área a la Aqualane Shores Barrio y extendió su frontera al oeste con el Golfo de México, al este de la bahía de Nápoles, y la zona de la Avenida 14 S hasta el final al sur de Jamaica canal. Los numerosos canales y casas frente al añadir una característica distintiva de la parte sur de Nápoles y proporcionan acceso al Golfo de México para muchos propietarios.

## Geografía
Según la Oficina del Censo de los Estados Unidos, Naples tiene una superficie total de 42.55 km², de la cual 31.87 km² corresponden a tierra firme (25.09%) y 10.68 km² es agua.

## Demografía
A partir del censo de 2010, había 19.537 personas, 9.710 casas, y 6.568 familias que residían en la ciudad. La densidad de población era de 1,744.3 por milla cuadrada (673.2 / km 2 ). Había 16.957 unidades de cubierta en una densidad media de 1,410.0 por milla cuadrada (544.2 / km 2 ). La distribución por razas de la ciudad era 94.1% blancos, 4.5% Negro, 0,12% nativos americanos , 0.33%, 0.02% isleños pacíficos , 0.30% de otras razas, y 1.0% a partir de dos o más razas. Hispanos o latinos de cualquier raza eran el 4,5% de la población.
Había 9.708 casas fuera de las cuales 10.9% tenían niños bajo edad de 18 que vivían con ellos, 53.8% era pares casados viviendo juntas, 5.0% tenían un cabeza de familia femenino sin presencia del marido y 39.2% eran no-familias. 34,0% de todas las casas fueron compuestos de individuos y 20.1% tienen a alguna persona anciana mayor de 65 años de edad o más. El tamaño medio de la casa era 1.92 y el tamaño medio de la familia era 2.38.
En la ciudad, la población hacia fuera con 10.9% bajo edad de las 18, 2.3% a partir 18 a 24, el 14,5% de 25 a 44, 30.0% a partir 45 a 64, y el 42,3% eran mayores de 65 años de edad o más . La mediana de edad fue de 61 años. Por cada 100 mujeres hay 86,0 hombres. Por cada 100 mujeres de 18 años y más, había 83,9 hombres.
La renta mediana para una casa en la ciudad era $ 71553, y la renta mediana para una familia era $ 102.262. Los hombres tenían un ingreso medio de $ 86,092 contra $ 30,948 para las mujeres. El ingreso per cápita de la ciudad fue de $ 61141. Acerca del 3,1% de las familias y el 5,9% de la población estaba por debajo de la línea de la pobreza, incluyendo 15.1% de los cuales son menores de 18 años y 3.3% de los mayores de 65 años.

## Educación
Naples se sirve por el Distrito Escolar del condado de Collier y diversas instituciones privadas, incluyendo los siguientes:

### Escuelas Primarias
- Calusa Park Elementary School (público)
- Escuela Primaria Golden Gate (público)
- Escuela Primaria Golden Terrace (público)
- Escuela Primaria Lely (público)
- Escuela Primaria Laurel Oak (público)
- Shadowlawn Elementary (público)
- Escuela Primaria Sea Gate (público)
- St. Elizabeth Seton School (privada)
- Royal Palm Academy (privada)
- Lake Park Elementary School  (público)
- Naples Park Elementary School  (público)
- Vineyards Elementary School (público)
- Escuela Primaria Big Cypress (público)
- Escuela Primaria Memorial de los Veteranos (público)
- Escuela Elementary manatí (pública)
- Tommie Barfield Elementary (público)

### Escuelas Medias
- St. Elizabeth Seton School (privada)
- East Naples Middle School (público)
- Oak Ridge Middle School (público)
- Gulfview Middle School (pública)
- Pine Ridge Middle School  (público)
- Golden Gate Middle School (público)
- Manati Middle School (público)
- Cypress Palm Middle School (público)
- Corkscrew Middle School (público)
- North Naples Middle School (público)
- Marco Island Charter Middle School (privada)
- Royal Palm Academy (privada)

### Escuelas Secundarias
- Naples High School (Ciudad de Nápoles, público)
- Barron G. Collier High School(pública)
- Gulf Coast High School (público)
- San John Neumann Secundaria (privada)
- Golden Gate High School (público)
- Immokalee High School (público)
- Lely High School (público)
- Palmetto Ridge High School (pública)
- Escuela de la Comunidad de Nápoles (privada)
- Seacrest Country Day School (privada)
- Lorenzo Walker Technical College escuela secundaria/ instituto técnico (público)

### Colegios y universidades
Aunque no haya colegios dentro de los límites de la ciudad, Ave María de la Facultad de Derecho tiene un campus en el barrio viñedos en el norte de Naples, la Universidad de Florida Gulf Coast cerca de Estero opera clases de educación continuada desde su plantel en el centro de Naples. También está el campus satélite de Hodges University en el Norte de Naples, y otro campus de la Universidad Florida SouthWestern en Lely, el área al sur de la ciudad. 
Cerca de Naples también hay varias otras instituciones, incluyendo:
- Universidad Ave María (35 millas al noreste de Naples)
- Florida SouthWestern State College (10 millas al noreste de Naples y en el centro de Fort Myers)
- Universidad Hodges (18 millas al noreste de Naples y en Fort Myers)
- Universidad Florida Gulf Coast (5 millas norte de Naples en Estero)

Con más de 800 alumnos que viven en Naples, la Universidad Estatal de Ohio estableció vez mayor club de exalumnos de la nación en la década de 2000 (fuera de su ciudad natal de Columbus, Ohio). Esto es más probable debido en gran parte a la gran cantidad de la gente del media oeste que se han trasladado a Naples.

## Turismo
El turismo es un gran contribuyente a la economía de Naples, debido a que es cerca de Miami y es una ciudad de una población medio baja y con calidad de vida alta. El área de Naples también está cerca del Parque nacional de los Everglades.
Naples también es conocida por sus playas, que han sido votadas de una de las mejores en el estado de la Florida.

## Personas Notables
- Shahid Khan - Dueño de los Jacksonville Jaguars de la NFL y también del equipo de futbol, Fulham FC.
- Reinhold Schmieding - fundador de Arthrex
- Dominic Fike - rapero, nació y fue creado en Naples
- Mike Ditka - entrenador de la NFL que es residente a tiempo parcial
- Rick Scott - exgobernador de Florida, tiene propiedad en Naples.